# High-density-lipoproteïne
High-density-lipoproteïne (HDL) is een van de lipoproteïnen (chylomicron, VLDL, IDL, LDL, HDL) die vettransport mogelijk maken in de waterige omgeving van de bloedsomloop. Bij gezonde personen is ongeveer 30% van het totale bloedcholesterol gebonden aan HDL.
Het HDL-lipoproteïne wordt gevormd in de lever en in mindere mate de darm. Het HDL-lipoproteïne kan cholesterol opnemen uit de weefsels. Er wordt verondersteld dat HDL cholesterol atherosclerose kan verwijderen uit de slagaders. Het HDL-cholesterol wordt vervolgens naar de lever getransporteerd voor excretie of hergebruik (of naar andere lipoproteïnen). Omwille van deze eigenschap wordt HDL-gebonden cholesterol (HDL-C) ook wel het goede cholesterol genoemd. Een hoge HDL-C-waarde lijkt bescherming te bieden tegen hart- en vaatziekten. Lage waardes (minder dan 1 mmol/l), ook wel hypoalfalipoproteinemie genoemd, verhogen daarentegen het risico op hartlijden.

## Structuur en functie
Van alle lipoproteïnepartikels is HDL het kleinste. Deze lipoproteïnepartikels bevatten vetten, fosfolipiden en apolipoproteïnen. HDL heeft de grootste dichtheid (high density) omdat ze verhoudingsgewijs het meeste eiwit bevatten (en minder vetten, die een lagere dichtheid hebben) in tegenstelling tot andere lipoproteïnepartikels. HDL bestaat voornamelijk uit apolipoproteïne A-I (apoA-I) en apolipoproteïne A-II (apoA-II). HDL (evenals andere lipoproteïnen) wordt door de lever gesynthetiseerd als een complex van apolipoproteïnen (apoA-I en apoA-II) en fosfolipiden. Dit complex is in staat om cholesterol op te pikken en weg te voeren. Van belang hierbij is ABCA1 (= ATP Binding Cassette Transporter A1). In het plasma komt het enzym LCAT (lecithine-cholesterol-acyltransferase) voor dat vrij cholesterol omzet in cholesterylester (een meer hydrofobe vorm van cholesterol). Dit cholesterylester wordt in de kern van het lipoproteïnepartikel HDL opgenomen. Het HDL-partikel wordt hierdoor groter en bolvormiger.
Het opgenomen cholesterol wordt door HDL voornamelijk afgeleverd aan de lever. Daarnaast wordt het cholesterol ook afgegeven aan de organen die verantwoordelijk zijn voor de productie van steroïdhormonen (de bijnieren, ovaria en de testes. De afgifte gebeurt zowel via een directe als een (belangrijkere) indirecte weg:
- Direct: Hierbij zijn HDL-receptoren betrokken (zoals SR-BI) die de selectieve opname van cholesterol uit het HDL mediëren.
- Indirect: Hierbij is CETP (cholesterylestertransferproteïne) betrokken. Dit eiwit wisselt triglyceriden uit VLDL (een ander lipoproteïne) uit voor de cholesterylesters uit HDL. Door het verlies aan triglyceriden uit het VLDL-partikel neemt de dichtheid van het VLDL toe. Dit partikel verandert hierdoor in LDL met een hogere dichtheid. Dit LDL wordt uit de bloedsomloop verwijderd door LDL-receptoren (bijvoorbeeld in de lever). De opgenomen triglyceriden zijn niet stabiel in het HDL-partikel, ze worden gedegradeerd door leverlipase. Hierdoor blijven kleine HDL-partikels over die de opname van cholesterol uit de cellen weer kunnen beginnen.

Het cholesterol dat afgeleverd wordt aan de lever wordt uitgescheiden in de vorm van galzouten. Het cholesterol dat afgeleverd wordt aan de bijnierschors, ovaria en testes is belangrijk voor de productie van steroïdhormonen.